# Свиридова Наталя Костянтинівна
Наталя Костянтинівна Свиридова (народилася 7 липня 1970 року) — доктор медичних наук, професор, завідувач кафедри неврології і рефлексотерапії Національної медичної академії післядипломної освіти ім. П. Л. Шупика, головний позаштатний спеціаліст МОЗ України за спеціальністю "РЕФЛЕКСОТЕРАПІЯ", член спеціалізованих вчених рад по захисту дисертацій за спеціальністю «Нервові хвороби» і «Судова медицина» при Національної медичної академії післядипломної освіти ім. П. Л. Шупика, член консультативно-експертної групи «Неврологія. Психіатрія. Лікарські засоби» державного експертного фармцентру МОЗ України, член редколегії журналів «Лікарська справа», «Артеріальна гіпертензія».

## Біографічні відомості
Народилась 7 липня 1970 року у місті Новополоцьк, Вітебська область (Білорусь).

## Освіта
1987—1993 рр. — Донецький державний медичний університет імені М.Горького, м. Донецьк
1998—2001 рр. — очна аспірантура — Національна медична академія післядипломної освіти імені П. Л. Шупика, кафедра неврології та рефлексотерапії, м. Київ
2001—2006 рр. — асистент кафедри неврології і рефлексотерапії НМАПО імені П. Л. Шупика, м. Київ
2002 р.- кандидат медичних наук
2006—2010 р. — доцент кафедри неврології і рефлексотерапії НМАПО імені П. Л. Шупика, м. Київ
2009 р. — доктор медичних наук
З 2010 р. по теперішній час — професор кафедри неврології і рефлексотерапії НМАПО імені П. Л. Шупика, м. Київ
З 2010 р. по теперішній час — завідувач кафедри неврології і рефлексотерапії НМАПО імені П. Л. Шупика
Вчителі: проф. Мачерет Є. Л., проф. Головченко Ю. І., проф. Панченко Д. І.

## Захист дисертаційних робіт
У 2002 році захистила дисертаційну роботу на здобуття наукового ступеню кандидата медичних наук за темою: "Рання діагностика синдрому вегетативної дистонії та обґрунтування патогенетичного підходу до лікування". 14.01.15- нервові хвороби, науковий керівник проф. Мачерет Є.Л.
У 2009 році захистила дисертаційну роботу на здобуття наукового ступеню доктора медичних наук за темою: "Особливості діагностики та лікування гіпертензивної енцефалопатії".14.01.15- нервові хвороби, науковий керівник проф. Мачерет Є.Л.

## Лікувальна і наукова діяльність
Захворювання центральної та периферичної нервової системи, рефлексотерапія
1. Національний підручник Рефлексотерапія у 2-х томах / за ред Н.К. Мурашко, О.Г. Морозової– К.: 2013. – 476 с.
2. Актуальні питання нервових хвороб в практиці сімейного лікаря. Посібник / Вороненко Ю.В., Шекера О.Г., Мурашко Н.К.,  [та ін.] // за ред. Академіка Вороненко Ю.В.,– К.: Логос, 2014. - 336с.
3. Електронний багатофункціональний інтерактивний посібник з рефлексотерапії / Свиридова Н.К., Чуприна Г.М., Малиновський С.Ю.– 2015.
4. Захворювання периферичної нервової системи у 3-х томах / Підручник  за ред. проф. Н.К. Свиридової– К.: 2016. – 700 с.
5. Management of Vestibular Disorders (Dizzines) N. Svyrydova, К. Trinus. -Посібник, ПАТ «ВІПОЛ», 2016, 469 с.

## Патенти
1. Патент 60218 А UА, А61N2/06. Спосіб профілактики та лікування хворих на гіпертонічну енцефалопатію 1–2 стадії / Мурашко Н. К., Мачерет Є.Л., Головін М. І. – №u2003032634 ; заявл. 26.03.2003. ; опубл. 15.09.2003., Бюл. № 9, 2003.
2. Патент України на корисну модель № 29022. Спосіб діагностики хронічної гіпертонічної енцефалопатії / Мурашко Н. К. – Заявл. 30.10.2007. ; опубл. 25.12.2007., Бюл. № 21, 2007.
3. Патент України на корисну модель № 29023. Спосіб діагностики хронічної гіпертонічної енцефалопатії / Мурашко Н. К. – Заявл. 30.10.2007. ; опубл. 25.12.2007., Бюл. № 21, 2007.
4. Патент на корисну модель № 90583U, UA, МПК А61В5/00. /Національна медична академія післядипломної освіти імені П. Л. Шупика. – Заявл. 29.05.13; Опубл. 10.06.14. Спосіб прогнозування динаміки неврологічного дефіциту в гострому періоді ішемічного інсульту у хворих з фібриляцією передсердь (2014)

## Перелік ключових публікацій
1. Свиридова Н.К., Чуприна Г.М.Патогенез, клініка, діагностика та комплексне лікування інсомній різного ґенезу з використанням методів рефлексотерапії//Східно-європейський журнал хвороби Паркінсона й екстрапірамідних захворювань // 2016. - № 1. – с. 26-35.
2. Свиридова Н.К., Чуприна Г.М. та ін. Розсіяний склероз: підходи до лікування в історичному аспекті // «Східно-європейський неврологічний журнал. – 2016. – №4 (10). – С. 4-10.
3. Свиридова Н.К., Ханенко Н.В. та ін. Сирингомієлія: патогенез, клініка, діагностика, лікування (лекція) // «Східно-європейський неврологічний журнал. – 2016. – №4 (10). – С. 11-16.
4. Свиридова Н.К., Хаустова О.О. Травматичні ураження нервової системи та післятравматичні стресорні розлади / Свиридова Н.К., Хаустова О.О., Парнікоза Т.П., Кусткова Г.С, Павлюк Н.П. // Методичні рекомендації.-К. -2015.-С.65
5. Мурашко Н.К. Добовий моніторинг артеріального тиску у клінічній практиці. – К., 2011. – 128 с
6. Свиридова Н.К., Петренко М.М.та ін. Сучасні аспекти патогенезу, діагностики та лікування болю в спині // «Східно-європейський неврологічний журнал. – 2016. – №4 (10). – С. 23-29.
7. Свиридова Н.К., Чуприна Г.М. та ін. Особливості перебігу і підходів до лікування розладів функцій тазових органів у хворих з множинним склерозом за умов коморбідності // «Східно-європейський неврологічний журнал. – 2016. – №4 (10). – С. 47-53.
8. Чуприна Г.М., Свиридова Н.К. Розсіяний склероз: етіологія, патогенез, клініка, діагностика, лікування (клінічна лекція) // Східно-європейський неврологічний журнал. – 2016. – №1 (7). – С. 18-26.
9. Свиридова Н.К., Бєлякова І.М., Інгула Н.І.,Руда Н.Р. Стан після ішемічного інсульту: клінічний випадок // Східно-європейський неврологічний журнал. – 2016. – №3 (9). – С. 40-49.
10. Середа В.Г., Свиридова Н.К., Парнікоза Т.П., Ханенко Н.В., Чередніченко Т.В., Микитей О.М., Інгула Н.І., Свистун В.Ю., Руда Н.Р., Артеменко А.В., Бартош К.В., Лозна І.В., Гапон А.І.
11. Інгула Н.І. Практичне заняття «Вторинна гостра енцефалополірадикулонейропатія» // Східно-європейський неврологічний журнал. – 2016. – №5 (11). – С. 30-34.
12. Свиридова Н.К., Інгула Н.І., Чуприна Г.М., Микитей О.М., Сулік Р.В., Довгий І.Л., Ханенко Н.В.,  Кравчук Н.О., Труфанов Є.О., Парні коза Т.П., Чередниченко Т.В., Середа В.Г., Свистун В.Ю. Дослідження стану вегетативної нервової системи у хворих на хронічну ішемію мозку на тлі стенокардії напруги // Інформаційний лист. – Київ. – 2016.- 8с.
13. Свиридова Н.К., Ханенко Н.В.,  Сулік Р.В., Труфанов Є.О., Парні коза Т.П., Микитей О.М., Чередниченко Т.В., Середа В.Г.,  Довгий І.Л., Чуприна Г.М., Свистун В.Ю.,  Інгула Н.І., Кравчук Н.О.,Корекція венозної дисциркуляції у хворих з гіпертонічною дисциркуляторною енцефалопатією // Інформаційний лист. – Київ. – 2016.- 7с.
14. Свиридова Н.К., Сулік Р.В., Парні коза Т.П., Чередниченко Т.В., Микитей О.М.,  Труфанов Є.О.,.Ханенко Н.В.,  Чуприна Г.М., Кравчук Н.О.,  Інгула Н.І., Довгий І.Л., Свистун В.Ю.,  Середа В.Г.  Корекція венозної дисциркуляції у хворих з гіпертонічною дисциркуляторною енцефалопатією // Інформаційний лист. – Київ. – 2016.- 7с.
15. Свиридова Н.К., Кравчук Н.О.,  Парнікоза Т.П., Труфанов Є.О., Чуприна Г.М., Середа В.Г.,  Чередниченко Т.В., Свистун В.Ю.,  Сулік Р.В., Ханенко Н.В.,  Микитей О.М., Довгий І.Л., Інгула Н.І. Дослідження впливу вегетативної нервової системи на розвиток серцевої недостатності у хворих з хронічною ішемією // Інформаційний лист. – Київ. – 2016.- 6с. Протокол №6 від 18.05.2016
16. Svyrydova N.K., Trufanov Y.O., Galusha A.I., Popov O.V., Chupryna G.N.Epidemiology of Parkinson’s Disease in Ukraine in 2014 Movement Disorders. – 2016. – Vol. 31, Suppl. 1. – Р. S75-S76
17. Svyrydova N.K., Trufanov Y.O., Galusha A.I., Chupryna A.I., Popov O.V., Nechkalyuk M.V. Prevalence of Parkinson’s Disease in Ukraine Movement Disorders. – 2016. – Vol. 31, Suppl. 2. – P. S141-S142.

## Міжнародна співпраця
1. Співпрацює з Університетом Альберти (м. Едмонтон, Канада)   з листопада 2016 р. (професор Сухверська О.)
2. ГОЛОВА громадської організації «ВСЕУКРАЇНСЬКА АСОЦІАЦІЯ ПО НЕВРОЛОГІЇ ТА РЕФЛЕКСОТЕРАПІЇ»
3. ГОЛОВНИЙ ПОЗАШТАТНИЙ СПЕЦІАЛІСТ МОЗ України за спеціальністю «Рефлексотерапія»
4. ЧЛЕН спеціалізованої вченої ради  (Д 26.613.01)  по захисту докторських і кандидатських дисертацій за фахом «НЕРВОВІ ХВОРОБИ»
5. ЧЛЕН СПЕЦІАЛІЗОВАНОЇ ВЧЕНОЇ РАДИ  (Д 26.613.06)  по захисту докторських і кандидатських дисертацій за фахом «ЗАГАЛЬНА ПРАКТИКА-СІМЕЙНА МЕДИЦИНА»
6. ЧЛЕН ПРОБЛЕМНОЇ КОМІСІЇ НМАПО імені П.Л. Шупика зі спеціальності «Нервові хвороби»
7. ГОЛОВА АПРОБАЦІЙНОЇ СПЕЦІАЛІЗОВАНОЇ ВЧЕНОЇ РАДИ  (Д 26.613.06)  по захисту докторських і кандидатських дисертацій за фахом «Загальна практика-сімейна медицина»
8. ГОЛОВНИЙ РЕДАКТОР науково-практичного журналу «Східно-європейський неврологічний журнал» (фахове видання згідно з наказом МОН Україні №1021 від 07.10.2015р)
9. ЧЛЕН РЕДАКЦІЙНОЇ ради  науково-практичних журналів: «Артеріальна гіпертензія» «Врачебное дело-Лікувальна справа», «Східно-європейський журнал хвороби Паркінсона та екстрапірамідних захворювань»